# Алфонсо III од Арагона
Алфонсо III од Арагона, познат као Алфонсо Либерални (Валенсија, 4. новембар 1265- Барселона, 18. јун 1291) био је краљ Круне Арагона, тј. краљ Арагона, Валенсије и Сардиније и кнез Каталоније (1285-1291), као и краљ Мајорке (1286-1291). Био је син Переа III и Констанце од Сицилије.
У тренутку Алфонсовог доласка на власт Арагон је био сукобљен са Француском, Напуљем, папом и Кастиљом. Стога је приоритет његове владавине било склапање мира са околним земљама, да би се избегло стварање коалиције. После дугих преговора и уз посредовање енглеског краља Едварда I, 1291. године, склопљен је мир у Тараскони, којим је Арагон иступио из рата Сицилијанске вечерње. У међувремену, покорена су Балеарска острва, што представља и највећи успех краља Алфонса. Што се унутрашње политике тиче, она је била обележена незадовољством племића, на које је краљ, сувише заузет спољним питањима, морао да одговори великим попуштањем.

## Младост
Алфонсо III од Арагона је рођен 4. новембра 1265. године у Валенсији, као најстарији син арагонског краља Переа III и Констанце од Сицилије. О његовој младости се врло мало зна. Познато је да му је већ, 8. октобра 1272. године, отац уговорио брак са кћерком енглеског краља Едварда I. Овај уговор потврдила је повеља од 19. јуна 1281. године.

## Долазак на власт
После смрти Переа III, 1285. године, његово велико краљевство је подељено међу двојицом његових најстаријих синова. Старији, Алфонсо, наследио је краљевину Арагон, док је Ђаумеу, припала Сицилија. У тренутку Переове смрти, Алфонсо је са адмиралом Руђером де Љуријом пловио ка Мајорци да би Балеарска острва подвео под своју власт. Наиме, Мајорка је током пређашњих ратова на Сицилији подржавала Француску против Арагона и тиме се декларисала као непријатељ истог. Освајање Мајорке није био тежак задатак. Становништво је патило под притиском краља Ђаумеа и његових људи, тако да је Алфонсо дочекан као ослободилац. Стари краљ је на самртној постељи изјавио да је спреман да папи врати краљевину Сицилију, али његови синови нису намеравали да напусте своје претензије, тако да је млади арагонски краљ, потчинивши Балеарска острва, послао адмирала у помоћ свом брату на Сицилију.

## Унутрашња политика: Сукоби са племством

### Коришћење краљевске титуле пре крунисања
Алфонсо се, почетком 1286. године, искрцао у Валенсији, где је позвао сталеже на своје крунисање у Сарагоси. Племство га је дочекало непријатељски. У депешама, којима је најавио освајање Мајорке, он је већ користио краљевску титулу. Феудалци су коришћење краљевске титуле пре крунисања и узимања заклетве, сматрали за тешко кршење њихових права. Они су, стога, од њега тражили да се закуне да ће поштовати законе и привилегије Арагона, као и његови преци, и да се уздржи од даљег коришћења краљевских овлашћења док се не изврши крунисање. Алфонсо је благо одговорио, тврдећи да је краљевску титулу користио само зато што су му се каталонски градови и барони већ обратили на тај начин. Међутим, овај спор био је само увод у дуготрајни сукоб краља и племства. Неки историчари сматрају да су арагонски и, у одређеној мери, каталонски племићи, у овој ситуацији, били заинтересовани само за одржавање својих привилегија. С друге стране, чини се да су многи од њих били уплашени ризицима и опасностима по државу које доноси апсолутистичка владавина. Чињеница је да је племство, сада, после аутократских владара, какви су били Пере III и Ђауме I, хтело добити мало више слободе и независности.

### Захтеви племства
Племићи су почели да захтевају од краља да за своје домаћинство узме одређен број одборника који су они сами одабрали. Краљ је био спреман да се сложи са тим, под условом да има право вета, али Унија племства никако није била једногласна, што је резултирало сукобима међу самим племством. Алфонсо је у то време морао ићи на северну границу, пошто је Ђауме од Мајорке скупљао војску у Русијону за инвазију на Каталонију. Преговори између краља и феудалаца су, стога, завршени до јуна, када је одржан још један састанак у Сарагоси, на коме је племство потврдило циљеве Уније, инсистирајући на томе да краљ прихвати све одборнике, које су изабрали. У случају одбијања, изјавило је племство, краљ не би добио никакву помоћ или подршку од њих, ни у војсци ни у новцу. Такође су запретили да ће напасти све племиће који би се успротивили одлукама Уније. Алфонсо је, с обзиром на спољну опасност, хтео да осигура мир унутар краљевине, па је предложио да се редовно одржавају заседања суда, да заједно позивају своје већнике за свакодневне консултације и да одрже редовну правну администрацију. Међутим, краљ је инсистирао на томе да задржи именовање у најзначајнијим канцеларијама, па су сада преговори поново пропали.

### Кулминација сукоба: Привилегије Уније
У децембру Унија се поново састала у Сарагоси, где је сазвала сабор у Теруелу који ће се одржати наредног месеца, на којем ће се вршити притисак на оне бароне и појединце који су одбили да их подрже. Алфонсо се још једном сусрео са сталежима у мају 1287. године, али само на два дана, пошто је био заузет вођењем важних преговора са енглеским краљем Едвардом I. Пошто није издвојио довољно времена за њих, огорчена Унија је послала изасланике папи, почевши преговоре и са Француском и Кастиљом, па чак и са Маврима на југу Пиринејског полуострва, са циљем организовања савеза против њиховог краља. Краљ је тада, са својим присталицама, почео нападати Унију у Тарагони, на шта је она одговорила нападима на Валенсију. Након нередовних борби и погубљења неких водећих грађана, Валеро, управник доминиканског манастира у Сарагоси, успео је убедити зараћене стране да се још једном састану, што је резултирало споразумом из Сарагосе 20. децембра 1287. године, којим је краљ племству признао две привилегије. Наиме, он се обавезао да неће ни на који начин поступити против неког барона, витеза или било ког другог члана Уније све док му суд не изрекне казну уз сагласност Кортеса. Као гаранцију за испуњење овог обећања, он је био спреман да Унији преда шеснаест двораца, чији би заповедници били ослобођени својих дужности према краљу, у случају да он не испуни своју страну споразума. Алфонсо је обећао и да ће сазивати генерални Кортес у новембру сваке године у Сарагоси и да ће се сложити да сталежи именују одређене већнике које би он и његови наследници прихватили и који би били кључни у одређивању политике краљевине. Већници су након именовања морали да се закуну да ће бити лојални краљу и краљевини, да ће радити у складу са законима земље и избегавати давање или узимање мита. Могли су бити смењивани са дужности и замењивани другима одлуком Кортеса. Крајем јануара 1288. године, Унија је искористила ове привилегије и именовала различите већнике и чланове краљевског домаћинства које је он примио без даљег оспоравања. Овај споразум постао је познат као Привилегије Уније (шп. El Privilegio de la Unión), али је био ограничен само на Унију племства Арагона, тако да је остао без већег значаја. Наредни владари одбијали су да га верификују, док га коначно није поништио Пере IV.

## Спољашња политика: Рат Сицлијанске вечерње

### Посредство Едварда I
Док су напорни и опасни преговори са племством били у току, Алфонсо је такође био ангажован у важним питањима спољне политике. За живота свога оца, он је био верен Елеонором, кћерком енглеског краља Едварда I. Године 1286. Едвард је у Барселону послао специјалног изасланика Жана де Агрилија да преговара о склапању тог брака. Међутим, папа забранио брак, пошто је Арагон био под интердиктом као последица Переовог сукоба са папом. Едвард I je био нестрпљив да уда кћер, па се понудио као посредник у овом сукобу, пошто је био једини кога су све стране биле спремне саслушати. Стога је послао изасланике папи и позвао краљеве Арагона и Француске да пошаљу своје делегате код њега у Бордо. Папа Мартин IV, марионета напуљског краља Карла Анжујског, умро је у марту 1286. године, а наследио га је Хонорије IV, који се ни по чему значајно није разликовао од свог претходника. Нови папа је изопштио Ђаумеа од Сицилије уз претње ратом ако настави да окупира ту краљевину. Алфонсо је такође био суочен са могућношћу напада Ђаумеа, краља Мајорке, који је у ту сврху прикупљао трупе у Русијону, и обавезао га да задржи значајне снаге у близини Пиринеја. Краљ Арагона се обавезао да ће послати амбасадоре и у Рим, чим то околности дозволе. Едвард је искористио свој положај да осигура примирје са Француском, које је у јулу закључено у Паризу. Мир је прихватио и краљ Мајорке, иако је француски краљ Филип IV оклевао да да свој коначни пристанак зато што папа није подржао преговоре. Међутим, Алфонсо је уверио папу у своју послушност, а надбискупи из Равене и Монтреала дошли су у Француску да започну завршне преговоре. Арагонски краљ је искористио новонастали период преговора да заврши покоравање Балеарских острва. Током 1286. године његова војска је освојила је Мајорку и Ибизу и напала Менорку. Господар последњег слободног острва је био ушао у преговоре с Маврима, отворио луке Французима и показао се непријатељски расположеним према Арагону. Међутим, долазак каталонске флоте зауставио је сав отпор, а у јануару 1287. острво се предало.

### Кастиља и неуспех дипломатије Арагона
Како се напорима Едварда I омогућено измирење Арагона са папом и Француском, тако је дошло да затегнутих односа са Кастиљом. Године 1275. краљу Кастиље, Алфонсу X, умро је син-наследник Фернандо де Ла Серда и, због противречности законика, настао је спор око наследства између Фернандовог сина Алфонса и млађег брата Санча. По старом германском принципу, Кортес је одлучио у Санчову корист, именујући га наследником. Међутим, Фернандова супруга Бланка природно се успротивила тој одлуци, добивши велику подршку свог брата, француског краља Филипа III. Али, пошто је француска помоћ, због претње екскомуникацијом, изостала, млади принчеви су, са мајком и Алфонсовом супругом Јоландом, побјегли у Арагон, где су били љубазно примљени на двору Переа III.
Када је смрћу Алфонса X 1285. године Санчо преузео круну, тражио је од Алфонса Арагонског да му испоручи инфанте де Ла Серда, који су тада боравили у Хативи. Када је млади арагонски краљ одбио овај захтев, Санчо је започео преговоре о савезу са краљем Француске и тиме нарушио преговоре који су се водили уз посредовање краља Енглеске. Тада је постало јасно да неће бити услова за мир док се Карло Хроми, нови краљ Напуља и кнез Салерна, држи заробљен у Каталонији. Едвард и Алфонсо су се, стога, састали у Олерону у Беарну, где су се сложили да Карло треба да се ослободи, али када пошаље три најстарија сина у Арагон као таоце и плати откупнину од 80.000 сребрних марака. По споразуму одређено је да Алфонсо држи и најстарије синове шеснаест провансалских витезова као таоце. Карло је заузврат обећао Алфонсу трогодишње примирје са Француском и папом, које би задовољило све стране. У случају неиспуњења обећања, он се обавезао да ће се вратити у затвор и оставити таоце на милост краљу Арагона. Под тим одредбама, Карло је ослобођен и, на повратку, на Сицилији, преговарао је са Ђаумеом, краљем острва, у циљу убеђивања папе да повуче право Шарла Валое на Арагон, које му је доделио папа Мартин. Међутим, преговори су пропали због папине непопустљивости.

### Војни успеси и ослобађање Карла Хромог
У међувремену, ситуација се променила на боље за Арагон, захваљујући подвизима каталонског адмирала, Руђера де Љорије. У априлу 1287. године, гроф Роберт II од Артоа, који је по вољи Карла I постао регент Напуља, опремио је бројну флоту, спустио се на Малту и, заузевши Аугусту на сицилијанској обали, повукао се у Бриндизи. Ђауме Сицилијански је затим опсео скоро изгубљени град, а прикључио му се и Љурија, прекинувши комуникацију града с Напуљем. Гроф Роберт је скупио 60 галија у својој престоници, које је требало да се уједине са флотом у Бриндизију, и отплове са многобројном војском на Сицилију ради олакшања положаја Аугусте. Међутим, у јуну 1287. Љурија се појавио пред Напуљем, принудивши неискусне француске бароне да га нападну, потпуно уништавајући флоту коју је оставио регент.
Ова победа је ставила Арагон у бољу позицију, али је евентуални закључак мира одложен смрћу Хонорија IV у априлу 1287. године, након чега је папска столица неко време остала празна. Нови папа Никола IV је изабран тек у фебруару 1288. године. Као вођа фрањевачког реда, он је раније посетио Барселону и познавао је много тамошње становништво; такође је био склон фаворизовању Гибелина, што је узроковало смањеној наклоности према Француској. Међутим, није показао велику пристраност према Арагонцима. Опоменуо је Сицилијанце да се врате послушности Римској цркви, наредио је Ђаумеу да се одрекне своје нелегитимне власти на острву, а Алфонсо да без одлагања ослободи Карла Хоромог. Такође је одлучно одбио пристанак на услове који су договорени у Олерону. Међутим, на његов захтев, Едвард је наставио са посредништвом. Крајем октобра 1288. године дошло је до састанка њега и Алфонса у Канфранку у Арагону, близу границе са Беарном. Том приликом Карло Хорми, такође присутан, заклео се да ће поштовати споразум закључен у Олерону. Таоци су предати, а Алфонсо је ослободио свог затвореника који се 1289. вратио у Италију.

### Нови савез против Арагона и Тарасконски мир
Када се Карло вратио у Напуљ, папа је већ прогласио услове споразума ништавним, уз образложење да је до њих дошло принудом. Карло је потом у Риму крунисан за краља Сицилије. Папа је ослободио краља Енглеске и провансалске племиће од обавеза заклетве, свечано је екскомуницирао Алфонса, и даровао краљу Француске десетину за три године, под условом да постави свог брата Шарла за краља Арагона. Алфонсо је убрзо био нападнут из Наваре, а претила му је и инвазија Санча, краља Кастиље коју је осигуравао савез са Француском. Племство у Кастиљи никако се није слагало са овом политиком, која је била закључена без њиховог пристанка. Један од њих, Дијего Лопез де Харо, дошао је у Арагон и навео краља да ослободи инфанте де Ла Серда, после чега се најстарији од њих, Алфонсо, у Хаки 1288. године, прогласио за краља Кастиље и Леона. Де Харо је обећао је инфанту своју помоћ упутио га у унутрашње сукобе у Кастиљи. Потом је уследио заједнички напад инфанта и краља Алфонса на Кастиљу. У пролеће 1289. они су опсели град Алмазан у Сорији, принудивши Санча на повлачење. Међутим, Арагонци су морали да напусте опсаду, пошто је краљ Мајорке напао Каталонију. Санчо је тада искористио прилику да нападне Арагон и опустошио велики део провинције Тарагона, док је Алфонсо био заузет на северној граници.
Исте године Ђауме Сицилијански наставио је рат против Напуљске краљевине напавши Гаету. Сукоб између његових снага и снага Карла II спречен је доласком енглеског изасланика, Ода од Грандисона, који је својом речитошћу убедио папу на склапање примирја. Године 1290. Алфонсо је послао изасланике папи и обновљени су преговори са Француском. Захваљујући неуморном ангажовању краља Енглеске, мир између Арагона, са једне стране, и папе, Француске и Напуља, са друге стране, био после дугих преговора, склопљен у Тараскону у фебруару 1291. године. Први услов за склапање мира било је обавезивање Алфонса да ће престати да подржава власт свог брата на Сицилији. Када се арагонски краљ скложио, договорено је његово покоравање папи, који ће скинути интердикт са Арагона. Договорено је ослобађање свих таоца у Арагону, размена затовреника и корекцију граница. Алфонсо је морао и повући своје људе са Сицилије и одустао је од било каквог права на Сицилију без папиног одобрења. Међутим, Арагон је из овог сукоба изашао са великим добитком; краљевина Мајорка била је припојена Круни Арагона.

## Смрт и значај
Алфонсо је желео да прослави чин склапања дуго жељеног мира браком са Едвардовом ћерком, Елеонором, који је помоћу краљевих заступника већ био склопљен 15. августа 1290. године у Вестминстеру. У Барселони су том приликом биле договорене неопходне свечаности, али, још увек млади арагонски краљ је умро, у јуну 1291. године, након краће болести. Овим неочекиваним догађајем је мир из Тараскона изгубио значај, при чему је Арагон опет ушао у период сукоба и неизвесности. Овај мир, за који се Алфонсо залагао током целе владавине, изазвао је озбиљне осуде историчара. Он се обавезао да ће своју мајку и брата на Сицилији, предати својим горким непријатељима и непријатељима храбрих људи који су освојили своју независност, и да ће напустити надмоћ у западном Медитерану коју је стекао по цену толико крви и новца. Са друге стране, Алфонсо је морао да се суочи са Светом Столицом, партијом Гвелфа и са Француском силом, која је стајала иза њих. Такође, постојала је опасност од рата са Кастиљом, а његове руке додатно су везивали сукоби у самој земљи. Алфонсо III од Арагона постао је познат као Либерални (кат. el Liberal) и изгледа да није био у стању да одбије захтеве било ког молиоца, који би дошао код њега за помоћ. Није поседовао ни јаку личност Ђаумеа I, нити хладноћу и упорност Переа III, а његова екстраваганција је, изгледа, била један од узрока који су изазвали огорчење племства.

## Породично стабло
|  |                                             |  |  |  |  |  |  |  |  |  |  |  |  |  |  |  |
|  | 16. Алфонсо II од Арагона                   |  |  |  |  |  |  |  |  |  |  |  |  |  |  |  |
|  |                                             |  |  |  |  |  |  |  |  |  |  |  |  |  |  |  |
|  |                                             |  |  |  |  |  |  |  |  |  |  |  |  |  |  |  |
|  | 8. Петар II Арагонски                       |  |  |  |  |  |  |  |  |  |  |  |  |  |  |  |
|  |                                             |  |  |  |  |  |  |  |  |  |  |  |  |  |  |  |
|  |                                             |  |  |  |  |  |  |  |  |  |  |  |  |  |  |  |
|  | 17. Санћа од Кастиље                        |  |  |  |  |  |  |  |  |  |  |  |  |  |  |  |
|  |                                             |  |  |  |  |  |  |  |  |  |  |  |  |  |  |  |
|  |                                             |  |  |  |  |  |  |  |  |  |  |  |  |  |  |  |
|  | 4. Ђауме I од Арагона                       |  |  |  |  |  |  |  |  |  |  |  |  |  |  |  |
|  |                                             |  |  |  |  |  |  |  |  |  |  |  |  |  |  |  |
|  |                                             |  |  |  |  |  |  |  |  |  |  |  |  |  |  |  |
|  | 18. Виљем VIII од Монпељеа                  |  |  |  |  |  |  |  |  |  |  |  |  |  |  |  |
|  |                                             |  |  |  |  |  |  |  |  |  |  |  |  |  |  |  |
|  |                                             |  |  |  |  |  |  |  |  |  |  |  |  |  |  |  |
|  | 9. Марија од Монпељеа                       |  |  |  |  |  |  |  |  |  |  |  |  |  |  |  |
|  |                                             |  |  |  |  |  |  |  |  |  |  |  |  |  |  |  |
|  |                                             |  |  |  |  |  |  |  |  |  |  |  |  |  |  |  |
|  | 19. Евдокија Комнин                         |  |  |  |  |  |  |  |  |  |  |  |  |  |  |  |
|  |                                             |  |  |  |  |  |  |  |  |  |  |  |  |  |  |  |
|  |                                             |  |  |  |  |  |  |  |  |  |  |  |  |  |  |  |
|  | 2. Пере III од Арагона                      |  |  |  |  |  |  |  |  |  |  |  |  |  |  |  |
|  |                                             |  |  |  |  |  |  |  |  |  |  |  |  |  |  |  |
|  |                                             |  |  |  |  |  |  |  |  |  |  |  |  |  |  |  |
|  | 20. Бела III                                |  |  |  |  |  |  |  |  |  |  |  |  |  |  |  |
|  |                                             |  |  |  |  |  |  |  |  |  |  |  |  |  |  |  |
|  |                                             |  |  |  |  |  |  |  |  |  |  |  |  |  |  |  |
|  | 10. Андрија II Арпадовић                    |  |  |  |  |  |  |  |  |  |  |  |  |  |  |  |
|  |                                             |  |  |  |  |  |  |  |  |  |  |  |  |  |  |  |
|  |                                             |  |  |  |  |  |  |  |  |  |  |  |  |  |  |  |
|  | 21. Агнеса од Антиохије                     |  |  |  |  |  |  |  |  |  |  |  |  |  |  |  |
|  |                                             |  |  |  |  |  |  |  |  |  |  |  |  |  |  |  |
|  |                                             |  |  |  |  |  |  |  |  |  |  |  |  |  |  |  |
|  | 5. Јоланда од Угарске                       |  |  |  |  |  |  |  |  |  |  |  |  |  |  |  |
|  |                                             |  |  |  |  |  |  |  |  |  |  |  |  |  |  |  |
|  |                                             |  |  |  |  |  |  |  |  |  |  |  |  |  |  |  |
|  | 22. Петар II Куртене                        |  |  |  |  |  |  |  |  |  |  |  |  |  |  |  |
|  |                                             |  |  |  |  |  |  |  |  |  |  |  |  |  |  |  |
|  |                                             |  |  |  |  |  |  |  |  |  |  |  |  |  |  |  |
|  | 11. Јоланда од Куртенеа                     |  |  |  |  |  |  |  |  |  |  |  |  |  |  |  |
|  |                                             |  |  |  |  |  |  |  |  |  |  |  |  |  |  |  |
|  |                                             |  |  |  |  |  |  |  |  |  |  |  |  |  |  |  |
|  | 23. Јоланда Фландријска                     |  |  |  |  |  |  |  |  |  |  |  |  |  |  |  |
|  |                                             |  |  |  |  |  |  |  |  |  |  |  |  |  |  |  |
|  |                                             |  |  |  |  |  |  |  |  |  |  |  |  |  |  |  |
|  | 1. Алфонсо III од Арагона                   |  |  |  |  |  |  |  |  |  |  |  |  |  |  |  |
|  |                                             |  |  |  |  |  |  |  |  |  |  |  |  |  |  |  |
|  |                                             |  |  |  |  |  |  |  |  |  |  |  |  |  |  |  |
|  | 24. Хајнрих VI, цар Светог римског царства  |  |  |  |  |  |  |  |  |  |  |  |  |  |  |  |
|  |                                             |  |  |  |  |  |  |  |  |  |  |  |  |  |  |  |
|  |                                             |  |  |  |  |  |  |  |  |  |  |  |  |  |  |  |
|  | 12. Фридрих II, цар Светог римског царства  |  |  |  |  |  |  |  |  |  |  |  |  |  |  |  |
|  |                                             |  |  |  |  |  |  |  |  |  |  |  |  |  |  |  |
|  |                                             |  |  |  |  |  |  |  |  |  |  |  |  |  |  |  |
|  | 25. Констанца, краљица Сицилије             |  |  |  |  |  |  |  |  |  |  |  |  |  |  |  |
|  |                                             |  |  |  |  |  |  |  |  |  |  |  |  |  |  |  |
|  |                                             |  |  |  |  |  |  |  |  |  |  |  |  |  |  |  |
|  | 6. Манфред Сицилијански                     |  |  |  |  |  |  |  |  |  |  |  |  |  |  |  |
|  |                                             |  |  |  |  |  |  |  |  |  |  |  |  |  |  |  |
|  |                                             |  |  |  |  |  |  |  |  |  |  |  |  |  |  |  |
|  | 13. Бјанка Ланцио                           |  |  |  |  |  |  |  |  |  |  |  |  |  |  |  |
|  |                                             |  |  |  |  |  |  |  |  |  |  |  |  |  |  |  |
|  |                                             |  |  |  |  |  |  |  |  |  |  |  |  |  |  |  |
|  | 3. Констанца од Сицилије, краљица Арагона   |  |  |  |  |  |  |  |  |  |  |  |  |  |  |  |
|  |                                             |  |  |  |  |  |  |  |  |  |  |  |  |  |  |  |
|  |                                             |  |  |  |  |  |  |  |  |  |  |  |  |  |  |  |
|  | 28. Тома I од Савоје                        |  |  |  |  |  |  |  |  |  |  |  |  |  |  |  |
|  |                                             |  |  |  |  |  |  |  |  |  |  |  |  |  |  |  |
|  |                                             |  |  |  |  |  |  |  |  |  |  |  |  |  |  |  |
|  | 14. Амедео IV од Савоје                     |  |  |  |  |  |  |  |  |  |  |  |  |  |  |  |
|  |                                             |  |  |  |  |  |  |  |  |  |  |  |  |  |  |  |
|  |                                             |  |  |  |  |  |  |  |  |  |  |  |  |  |  |  |
|  | 29. Маргарета од Женеве                     |  |  |  |  |  |  |  |  |  |  |  |  |  |  |  |
|  |                                             |  |  |  |  |  |  |  |  |  |  |  |  |  |  |  |
|  |                                             |  |  |  |  |  |  |  |  |  |  |  |  |  |  |  |
|  | 7. Беатриче Савојска                        |  |  |  |  |  |  |  |  |  |  |  |  |  |  |  |
|  |                                             |  |  |  |  |  |  |  |  |  |  |  |  |  |  |  |
|  |                                             |  |  |  |  |  |  |  |  |  |  |  |  |  |  |  |
|  | 30. Иго III од Бургундије                   |  |  |  |  |  |  |  |  |  |  |  |  |  |  |  |
|  |                                             |  |  |  |  |  |  |  |  |  |  |  |  |  |  |  |
|  |                                             |  |  |  |  |  |  |  |  |  |  |  |  |  |  |  |
|  | 15. Маргарита од Бургундије, грофица Савоје |  |  |  |  |  |  |  |  |  |  |  |  |  |  |  |
|  |                                             |  |  |  |  |  |  |  |  |  |  |  |  |  |  |  |
|  |                                             |  |  |  |  |  |  |  |  |  |  |  |  |  |  |  |
|  | 31. Беатрис од Албона                       |  |  |  |  |  |  |  |  |  |  |  |  |  |  |  |
|  |                                             |  |  |  |  |  |  |  |  |  |  |  |  |  |  |  |
|  |                                             |  |  |  |  |  |  |  |  |  |  |  |  |  |  |  |